# Aszat Ibn Kajs al-Kindi
Aszat Ibn Kajs al-Kindi (? - zm. 661/40 A.H.) – wódz plemienia Kinda w Hadramaucie.
Był synem wodza Kajsa Ibn Ma'di Kariba, znanego z tego że przyjął judaizm, i należał do klanu al-Haris Ibn Mu’awija. Jego przydomek „al-Aszat”, pod którym jest najbardziej znany, oznacza „z nieuporządkowanymi włosami”. W źródłach jest on także nazywany, ale rzadziej, „al-Aszadż”, „z twarzą pokrytą bliznami”, i „Urf al-Nar”, co podobno ma być południowoarabskim terminem na określenie zdrajcy. We wczesnym okresie swojego życia poprowadził ekspedycję przeciwko plemieniu Murad, które zabiło jego ojca, ale dostał się do niewoli i musiał zapłacić okup w postaci 3 tysięcy wielbłądów. W roku 631 był on przywódcą delegacji, która zaofiarowała Mahometowi poddanie się i przyjął islam. Jego siostra Kajla miała poślubić Mahometa, ten jednak zmarł zanim zdążyła ona przybyć do Medyny. Po śmierci Proroka al-Aszat zbuntował się wraz ze swoim klanem przeciwko władzy Abu Bakra i został oblężony przez muzułmańską armię w zamku al-Nudżajr. Według późniejszej legendy poddał się on pod warunkiem nietykalności swojej i dziewięciu innych towarzyszy, ale pominął swoje imię w dokumencie kapitulacji, tak że potem z trudem uniknął egzekucji. Został jednak wysłany do Medyny, gdzie Abu Bakr nie tylko darował mu życie, ale wydał za niego swoją siostrę Umm Farua lub Kurajba. Według innych źródeł do tego małżeństwa doszło jednak już w czasie delegacji do Mahometa.
Aszat wziął udział w wojnach w Syrii i stracił wzrok w jednym oku w bitwie nad rzeką Jarmuk. On i jego współplemieńcy zostali potem wysłani przez Abu Ubajdę jako wsparcie dla Sa'da Ibn Abi Wakkasa i wzięli udział w bitwie pod al-Kadisijją. Następnie al-Aszat dowodził częścią oddziałów okupujących północny Irak. Osiedlił się w Kufie jako szef sektora zajmowanego przez Kinda i wydaje się, że wziął udział w wyprawie do Azerbejdżanu w roku 646/647. Usman zapewnił sobie jego poparcie mianując go namiestnikiem tej prowincji. Ali zdymisjonował go jednak po bitwie wielbłądziej oraz pozbawił przywództwa nad Kinda i Rabi'a. Walcząc po stronie Alego w bitwie pod Siffinem al-Aszat zmusił go do przyjęcia propozycji arbitrażu, powtarzając kilkakrotnie, że ani jeden człowiek z jego obozu nie będzie walczył dla Alego, jeśli ten nie zaakceptuje idei negocjacji. Następnie naciskał on także na wybór Abu Musy al-Aszariego na arbitra. Tradycja proszyicka przedstawia jego i całą jego rodzinę jako nałogowych zdrajców. Przypisuje mu się nawet wiedzę o planowanym przez Abd ar-Rahmana Ibn Muldżama zamachu na życie Alego, lub wręcz zachęcanie do niego i pomoc w przygotowaniach, chociaż niektórzy autorzy twierdzą, że próbował on ostrzec kalifa. Al-Aszat zmarł w roku 661 w Kufie, już podczas rządów Hasana, za którego wyszła jedna z jego córek. Przywództwo nad plemieniem przejął po nim jego syn, Muhammad Ibn al-Aszat.